# أم الدمار
أم الدمار، قرية من قرى محافظة المهد، والتابعة لمنطقة المدينة المنورة في السعودية. تقع في جنوب شرق المدينة المنورة، وتبعد عنها بمسافة تقارب ( ) كيلو متر، وعن مهد الذهب بمسافة تقارب ( ) كيلو متر.

## نبذة
تقع شرق محافظة مهد الذهب عند تقاطع دائرة العرض 29 - 23 شمالاً وخط الطول 5 - 41 شرقاً وتعتبر من أهم المناطق التي وجدت بها رواسب النحاس بكميات ملحوظة تقدر بنحو ( 100 ألف طن ) من الرخام DUMP غير ان نسبة الخام الصافي لا تزيد عن نسبة 10% فقط وفيها يبلغ طول المنطقة التي تحتوي على آثار حفر قديمة حوالي (1000 متر) و عرضها خوالي (800 متر) هذا وتحتوي المنطقة على كميات من خام الليمونيت ( خام الحديد الأصفر ) التي تظهر على امتداد سطح التشقق في صخور الفلوميز المتحورة

## التاريخ
أم الدمار جبال صغيرة في الضفة الشمالية الغربية لقرية السمراء ( المشهور بجبل السمراء ) فيها حفريات قديمة جداً، كانت تسمى في الماضي ( معدن الضبيب ) و كان بها بئرين طويلتين لا أحد يعلم ما مقدار طولهما ولكنهما الآن مندثرتان ولم يبقى سوى بعض الأتربة المتراكمة ذات اللون الأسود والتي تدل على وجودهما